# Mamutica (televizijska serija)
Mamutica je hrvatska kriminalistička serija koja je s emitiranjem krenula 15. studenog 2008. godine na HRT-u. Emitirala se jednom tjedno, subotom u večernjem terminu.

## Radnja
Radnja serije je smještena u Mamuticu, veliku stambenu zgradu u Zagrebu, a glavni lik je njen domar Božidar "Božo" Kovačević, inače bivši policajac. Božo je svoje iskustvo, odnosno poznavanje zgrade i njenih stanara, koristio kako bi svom prijatelju, policijskom inspektoru Jerku pomogao u rješavanju niza kriminalističkih slučajeva u i oko zgrade.

## Pregled serije
| Sezona | Sezona | Epizoda | Izvorno prikazivanje | Izvorno prikazivanje |
| Sezona | Sezona | Epizoda | Premijera sezone     | Kraj sezone          |
| ------ | ------ | ------- | -------------------- | -------------------- |
|        | 1      | 20      | 15. studenog 2008.   | 28. ožujka 2009.     |
|        | 2      | 20      | 17. veljače 2010.    | 17. srpnja 2010.     |

## Glumačka postava

### Glavna glumačka postava
| Glumac/glumica   | Lik                      | Sezona u seriji |
| ---------------- | ------------------------ | --------------- |
| Sreten Mokrović  | Božidar "Božo" Kovačević | 1-2             |
| Ljubomir Kerekeš | Jerko Marušić            | 1-2             |
| Ecija Ojdanić    | Jelena Kovačević         | 1-2             |
| Ivo Gregurević   | načelnik Pavković        | 1               |
| Filip Križan     | Robert "Robi" Kovačević  | 1-2             |
| Olga Pakalović   | Željka                   | 2               |
| Mislav Čavajda   | Matko                    | 2               |
| Nataša Janjić    | Martina                  | 1               |

### Sporedna glumačka postava
| Glumac/glumica | Lik         | Sezona u seriji |
| -------------- | ----------- | --------------- |
| Nela Kočiš     | Kiki        | 1-2             |
| Lena Politeo   | Ivka Šibl   | 1-2             |
| Igor Kovač     | Jurica      | 1-2             |
| Boris Bakal    | Stipe Maras | 2               |